# مسجد منوچهر
مسجد منوچهر (ترکی استانبولی: Menüçehr Camii) مسجدی در شهر باستانی آنی در آرپاچای در استان قارص، ترکیه است. این مسجد بین سال‌های ۱۰۷۲ تا ۱۰۸۶ میلادی در دورهٔ ابوالمنوچهر شدادی ساخته شد. مرمّت آن نیز در سال ۲۰۲۰ آغاز شد.